# Portsmouth (Ohio)
Portsmouth ist eine City im US-Bundesstaat Ohio und Bezirksamtsitz des Scioto Countys. Das U.S. Census Bureau ermittelte bei der Volkszählung 2020 eine Einwohnerzahl von 18.252.

## Geographie
Die Gemeinde liegt ganz im Süden Ohios am Nordufer des Ohio Rivers und östlich des Scioto Rivers.

## Geschichte
Nachdem die ursprüngliche Siedlung namens Alexandria mehrfach überflutet worden war, wurde 1803 östlich davon auf sichererem Land das heutige Portsmouth gegründet. Seit dem Bau einer Hochwassermauer nach einer Überflutung im Jahr 1937 ist die Stadt von großen Überschwemmungen verschont geblieben.

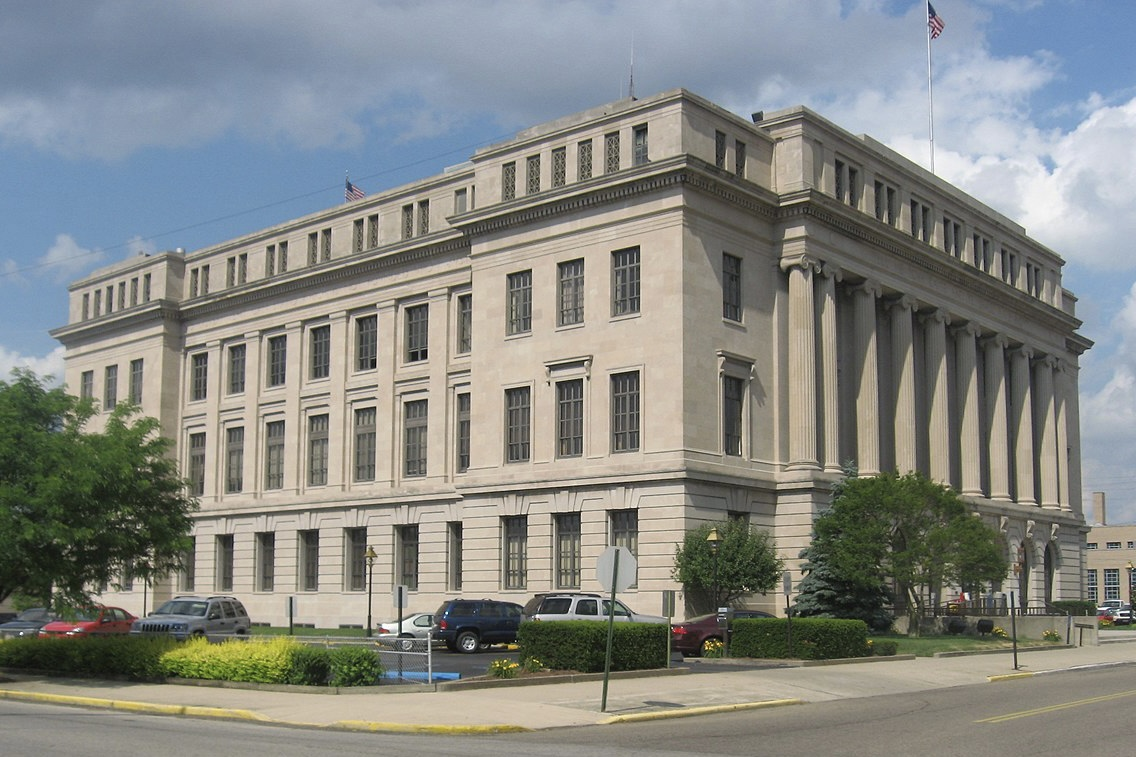
County Courthouse in Portsmouth

Durch die Fertigstellung des Ohio-Erie-Kanals, der hier in den Ohio einmündete, und die günstigen Bahnverbindungen wurde der Ort schnell zu einem Handelszentrum. Anfang des 20. Jahrhunderts hatte Portsmouth noch 50.000 Einwohner, doch konnte die Stadt mit der industriellen Entwicklung nicht mithalten, insbesondere das Ende der Stahlindustrie vor Ort in den 1980er Jahren führte zur massenhaften Abwanderung, so dass sich die Bevölkerung seit damals mehr als halbiert hat.

## Bildung und Gesundheit
Direkt am Ohio gelegen ist auch die Shawnee State University, Ohios am schnellsten wachsende öffentliche Universität.  Die Schulen des Portsmouth City School Districts werden gerade ausgebaut, um mehr Platz für Sport und Freizeit bieten zu können. 
Das Southern Ohio Medical Center ist mit der Universität verbunden und eines der modernsten medizinischen Zentren Ohios.  Zusammen mit dem SOMC Krebszentrum ist Portsmouth in der medizinischen Forschung und Versorgung ein Zentrum der Region. 

## Persönlichkeiten

### Söhne und Töchter der Stadt
- Branch Rickey (1881–1965), Baseballspieler, -manager und -funktionär
- Ward Miller (1902–1984), Politiker
- Clarence Holbrook Carter (1904–2000), Maler
- Stephen Anderson (1906–1988), Hürdenläufer
- Stuff Smith (1909–1967), Jazzviolinist
- Bill Harsha (1921–2010), Politiker
- Barbara Robinson (1927–2013), Schriftstellerin
- William Wintersole (1931–2019), Schauspieler
- Earl Thomas Conley (1941–2019), US-amerikanischer Countrysänger
- Don Williams (1942–2013), Pokerspieler
- Kathleen Battle (* 1948), Opernsängerin
- Chuck Ealey (* 1950), American- und Canadian-Football-Spieler
- Bill Sali (* 1954), Politiker
- Liza Johnson (* 1970), Filmregisseurin und Drehbuchautorin

### Persönlichkeiten mit Bezug zur Stadt
- Thomas Henry Carter (1854–1911), Politiker
- Henry T. Bannon (1867–1950), Politiker
- Roy Rogers (1911–1998), der „singende Cowboy“, Country-Sänger und Schauspieler
- Ted Strickland (* 1941), Psychologe und Politiker; dozierte als Professor für Psychologie an der Shawnee State University in Portsmouth